# Canticle III: Still falls the rain
Canticle III: Still falls the rain è un brano del compositore inglese Benjamin Britten. Fa parte della serie di cinque Canticles di Britten.

## Storia
Britten compose Canticle III, Still falls the rain: The raids 1940. Night and dawn (Op. 55), per citare il titolo completo, nel 1954 per un concerto commemorativo per il pianista Noel Mewton-Wood. Il concerto fu tenuto alla Wigmore Hall nel gennaio 1955. La prima di Canticle III fu eseguita da Peter Pears (tenore), Dennis Brain (Corno francese) ed il compositore al pianoforte.

## Poesia sorgente
La poesia su cui si basa Canticle III è di Edith Sitwell ed è stata pubblicata per la prima volta nel 1941. Era stata scritta dopo le incursioni a Londra nel 1940. La poesia è cupa e piena delle disillusioni della seconda guerra mondiale. Parla del fallimento dell'uomo e dell'amore ancora incondizionato di Dio.

## Analisi musicale
La struttura del brano è simile a quella dell'opera Il giro di vite che era stata presentata in prima assoluta pochi mesi prima del Canticle III. Questa struttura è caratterizzata dall'alternanza di un tema strumentale e variazioni (nel corno e nel pianoforte) con sei versi di adattamenti del testo. La variazione strumentale finale è combinata con l'ambientazione finale del testo in versi. Il tema delle variazioni è presentato come un'introduzione e consiste in una melodia di sedici battute del corno che introduce tutte e dodici le note. Il tema ha tre frasi, la prima composta da cinque note e la seconda che risponde al contrario. Le restanti due note sono riservate alla frase finale, che comprende anche la sequenza di cinque note e l'inversione dalle due frasi precedenti. Il testo è presentato in uno stile recitativo libero con pochissimi interventi del pianoforte, che enfatizzano la poesia stessa. Il corno e il tenore si uniscono solo alla fine, all'unisono ritmico, quando la poesia evoca la voce di Dio. Un effetto coloristico simile (unisono ritmico del tenore e del contralto) era stato usato nel Canticle II, Abramo e Isacco per rappresentare la voce di Dio che parla ad Abramo.